# Шаклар
Шаклар (рос. балка Шаклар, крим. Şaqlar, Шакълар) — річка в Україні, у Ленінському районі Автономної Республіки Крим.

## Опис
Довжина річки 12 км, площа басейну водозбору 755  км², найкоротша відстань між витоком і гирлом — 6,40  км, коефіцієнт звивистості річки — 1,88 . Формується багатьма безіменними струмками та загатами.

## Розташування
Бере початок у селі Пташкине (до 1948 — Джилкиджи-Елі, крим. Cılqıcı Eli)  . Тече переважно на південний захід і впадає у озеро Узунларське.
Населені пункти вздовж берегової смуги: Марфівка (до 1948 — Давут-Елі, крим. Davut Eli)  , Мар'ївка (крим. Maryevka) .

## Цікавий факт
- Річка протікає понад горами Шаклар (71,4 м)[1] та Атаманська (143,9 м)[1].

- У книзі «З. В. Тимченко Реки и Озера Крыма» про цю річку зазначено: |                                                                                                                                                                                                                                                                                                                            | \| Восточнее Узунларского вала протекает балка Шаклар длиной 12 км, впадающая в северо-восточную часть озера. Начало балка берёт в запарпачской части полуострова. В окрестностях села Пташкино (бывш. Джилкеджи-Эли) она прорывает Парпачский гребень, образуя широкое ущелье. Здесь была разработка месторождений гипса .[5] . \| |
| Восточнее Узунларского вала протекает балка Шаклар длиной 12 км, впадающая в северо-восточную часть озера. Начало балка берёт в запарпачской части полуострова. В окрестностях села Пташкино (бывш. Джилкеджи-Эли) она прорывает Парпачский гребень, образуя широкое ущелье. Здесь была разработка месторождений гипса . . | |